# بین ستلمنت (ویرجینیای غربی)
بین ستلمنت (به انگلیسی: Bean Settlement) یک منطقهٔ مسکونی در ایالات متحده آمریکا است که در شهرستان هاردی، ویرجینیای غربی واقع شده‌است. بین ستلمنت  ۶۳۸٫۸۷ متر بالاتر از سطح دریا واقع شده‌است.